# Миноносцы типа «Сокол»
Миноносцы типа «Сокол» (миноносцы типа «Пылкий») — тип миноносцев (с 1907 года — эскадренных миноносцев), корабли которого строились для Российского флота с 1894 по 1902 годы.
Всего было построено 27 миноносцев этого типа, включая прототип — эсминец «Прыткий», поэтому иногда головным считается «Кречет». Миноносцы типа «Сокол» стали «стандартным» миноносцем русского флота к моменту начала русско-японской войны, но уже в ходе последней стало очевидно, что ТТХ и вооружение кораблей этого типа безнадёжно устарели.

## Назначение
- Борьба с миноносцами противника.

## История разработки и строительства
Проект был предложен английской фирмой «Ярроу» Морскому ведомству России в 1894 году. Во многом он повторял свой прототип — проект британского эсминца типа «Хэвок». Но в отличие от «Хэвока» на «Соколе» усилили продольную прочность корпуса, используя для этого никелевую сталь повышенной прочности. Вместо одного 76-мм и трех 57-мм орудий на «Хэвоке» на эсминцах типа «Сокол» установили одно 75-мм и три 47-мм орудия.
Первоначально миноносцам были присвоены «птичьи» наименования («Кречет», «Ястреб» и так далее). 9 марта 1902 года был издан приказ № 43 по Морскому ведомству, в соответствии с которым все миноносцы серии получили «боевые» прилагательные наименования («Резвый», «Решительный», «Поражающий» и так далее). Формально они продолжали числиться миноносцами, но их обычно именовали истребителями или контрминоносцами, а иногда и эскадренными миноносцами. Только в 1907 году из многих названий узаконили название эскадренный миноносец.

## Конструкция

### Корпус

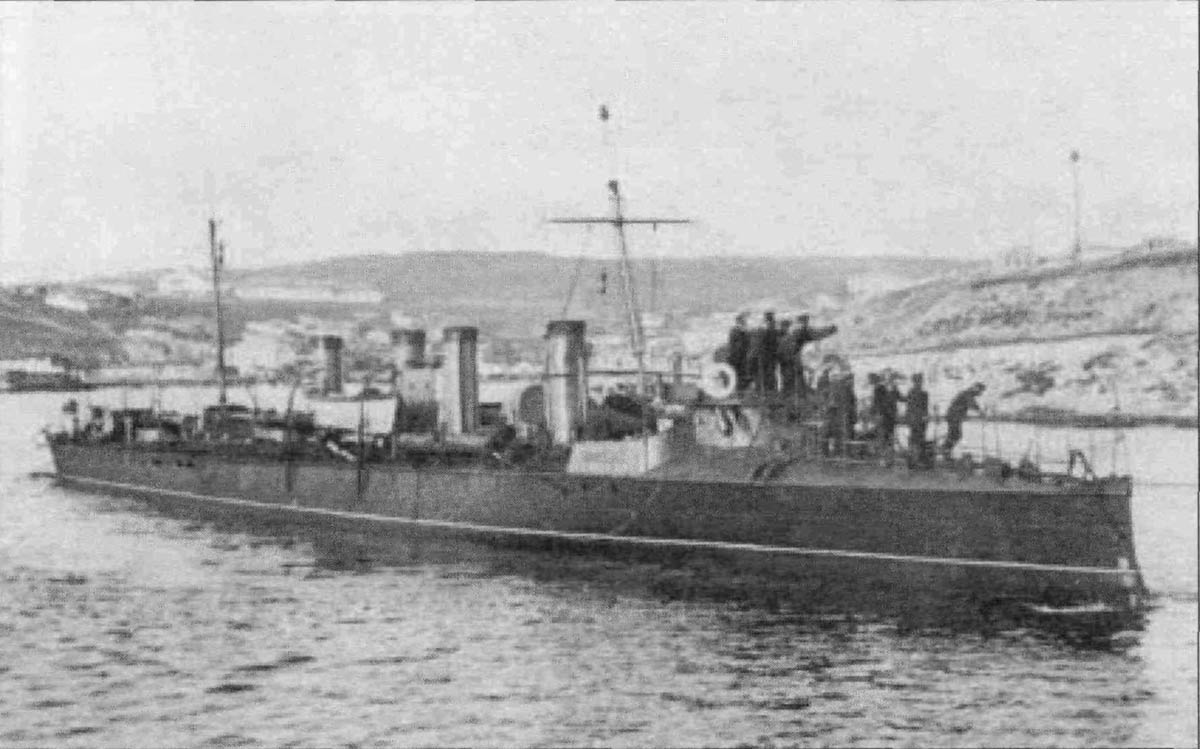
Свирепый

Корпус был выполнен с очень большим удлинением (10,9:1) и до предела облегчен: обшивка, палубный настил, водонепроницаемые переборки были изготовлены из листов никелевой стали толщиной не более 5 мм, которые прогибалась даже под весом человека. У истребителей отечественной постройки толщину обшивки в средней части увеличили до 6—7,5 мм, палубного настила —до 4,5—7,5 мм. Все это несколько уменьшило «хлипкость» корпуса, но привело к росту водоизмещения и снизило скорость хода. Корпус клепаный с поперечной системой набора (шпация 0,53 м), разделен десятью поперечными водонепроницаемыми переборками. Продольную прочность обеспечивали киль и два днищевых стрингера из уголковой стали. Ахтерштевень и таранный форштевень кованые.

### Механизмы
ГЭУ миноносцев состояла из двух вертикальных паровых машин тройного расширения и восьми (на миноносцах подтипов «Прозорливый» и «Твердый» — четыре) водотрубных котлов. Расчетную мощность каждой машины 1900 л. с. на 400 оборотах. Восемь котлов размещались попарно в поперечной плоскости, каждая пара имела свою дымовую трубу, при четырёх котлах — каждый котёл имел свою трубу . Время разводки паров составляло около часа.
Полный запас угля составлял 60 т и хранился в бортовых угольных ямах, расположенных вдоль котельных отделений, и в одной поперечной яме, расположенной позади камбуза.

### Вооружение
Миноносцы были вооружены одной 75-мм пушкой Канэ с длиной ствола 50 клб., установленной на площадке над боевой рубкой, и тремя 47-мм пушками Гочкиса (на верхней палубе: две на полубаке и одна на юте). Боезапас 75-мм пушки составляли 160 бронебойных снарядов, 47-мм пушек — 800 патронов со стальной или чугунной гранатой. Подача боеприпасов осуществлялась вручную.
Минное вооружение миноносца составляли два однотрубных минных аппарата калибром 381 мм, расположенных по продольной оси корабля. Боезапас минных аппаратов состоял из шести 17-футовых самодвижущихся мин Уайтхеда обр. 1898 года, из которых две постоянно находились в минных аппаратах, а четыре хранились в разобранном виде в носовом кубрике (корпуса в рундуке, а боевые части — в трюме).